# Постников, Фёдор Фёдорович
Фёдор Фёдорович Постников (3 ноября 1869, Москва — 21 января 1909, Владивосток) — русский архитектор, живший в Москве и Владивостоке.
Выпускник Московского училища живописи, ваяния и зодчества, более десяти лет работал в Москве, а в 1906 году переехал на Дальний Восток. Занимал должность городского архитектора и стоял у истоков пожарного дела Владивостока.
По проектам Постникова были построены несколько примечательных зданий — памятников архитектуры во Владивостоке.

## Биография
Фёдор Фёдорович Постников родился 3 ноября 1869 года в Москве, в семье потомственного дворянина.
Первый диплом получил в училище изящных искусств А. О. Гунста. В 1887 году поступил на архитектурный факультет в Московском училище живописи, ваяния и зодчества. Во время учёбы был призван в армию, служил кондуктором при Тульском казённом артиллерийском заводе.
После службы Постников продолжил обучение в Московском училище. Азам архитектуры Фёдора Фёдоровича обучал Фома Осипович Богданович-Дворжецкий, академик архитектуры, автор Собора Непорочного Зачатия Пресвятой Девы Марии. Также в училище преподавал архитектор Николай Павлович Милюков.
Вскоре, по семейным обстоятельствам, Постников был вынужден оставить учёбу. В 1898 году он посетил Санкт-Петербург, где сдал специальные экзамены в Техническо-строительной комиссии при Министерстве внутренних дел и получил звание техника-архитектора с правом производить работы по гражданской, строительной и дорожной частям.
Более десяти лет Постников проработал в Москве, где занимался наблюдением за ремонтом городских зданий и пожарных депо. Помимо архитектурно-строительной практики, он заинтересовался и пожарным делом. В Москве Фёдор Фёдорович в том числе выполнил надстройку церковной школы комплекса зданий Спасопесковского храма (Церковь Спаса на Песках).
В 1906 году Постников прибыл во Владивосток, где почти сразу занял пост городского архитектора. На посту архитектора принимал участие в планировке района Первой Речки и окраинных рабочих слободок, в сооружении городского телефона, трамвая, руководил работами по устройству мостовых. По проектам Постникова во Владивостоке были построены: комплекс зданий женской гимназии, музей Общества изучения Амурского края, пожарная часть и хирургический павильон клинической больницы.
Во Владивостоке Фёдор Фёдорович стоял у истоков пожарного дела города. Он занимал пост начальника городской пожарной команды и вольной дружины и был автором проекта и строителем первой пожарной части. Увлечение пожарным делом оказалось роковым в судьбе архитектора. В ноябре 1908 года при тушении пожара в доме Демби на улице Фонтанной Постников провалился сквозь прогоревшую крышу, получив серьёзные ушибы и простудившись, что стало причиной его долгой болезни, а позже и смерти в январе 1909 года.

## Хронологический список проектов и построек
| Изображение | Датировка | Наименование проекта, постройки                                       | Местонахождение                              | Охранный статус | Примечание                                        | Источники |
| ----------- | --------- | --------------------------------------------------------------------- | -------------------------------------------- | --------------- | ------------------------------------------------- | --------- |
|             | 1906      | Проект надстройки церковной школы (Храм Спаса Преображения на Песках) | Россия, Москва, пер. Каменная Слобода, 2/1   |                 |                                                   | [ 1 ]     |
|             | 1907      | Первая пожарная часть города (полицейское управление)                 | Россия, Владивосток, улица Уборевича, 9      | 2500755000      |                                                   | [ 1 ]     |
|             | 1906—1908 | Комплекс зданий женской гимназии                                      | Россия, Владивосток, улица Уборевича, 8      | 2500171000      | По совместному проекту с инженером С. А. Венсаном | [ 1 ]     |
|             | 1909      | Музей Общества изучения Амурского края                                | Россия, Владивосток, улица Петра Великого, 6 | 2510030000      |                                                   | [ 1 ]     |
|             | 1908—1910 | Хирургический павильон клинической больницы                           | Россия, Владивосток, Алеутская улица, 57     | 2500564000      |                                                   | [ 1 ]     |